# 乙藤岳志
乙藤 岳志（おとふじ たけし）は、東北学院大学の教授。名古屋大学大学院卒。専門は原子核理論。2009年8月現在の研究分野はLinux,コンピュータネットワーク。

## 経歴
- 1973年 - 福岡県立修猷館高等学校卒業
- 1977年 - 名古屋大学理学部物理学科卒業
- 1985年 - 名古屋大学理学部助手
- 1986年 - 秋田大学教育学部助教授
- 2001年 - 東北学院大学教養学部教授